# مهرجان الموسيقى التونسية
مهرجان الموسيقى التونسية مهرجان تأسس سنة 1986 يقام في تونس العاصمة في شهر مارس من كل عام. كان قبل 2005 يسمى مهرجان الأغنية التونسية. وتم تحويله عام 2010 إلى أيام قرطاج الموسيقية.

## وصلات خارجية
- الموقع الرسمي لمهرجان الموسيقى التونسية